# Ectropothecium subangense
Ectropothecium subangense är en bladmossart som beskrevs av Julius Baumgartner och J. Fröhlich 1955. Ectropothecium subangense ingår i släktet Ectropothecium och familjen Hypnaceae. Inga underarter finns listade i Catalogue of Life.